# Меппель
Meppel (нід. вимова: [ˈmɛpəl] ( прослухати); Дрентс: Möppelt) — місто та муніципалітет на північному сході Нідерландів . Він становить південно-західну частину провінції Дренте. Меппель — найменший муніципалітет у Дренте із загальною площею близько 57 км² (22 квадратних милі). Станом на 1 липня 2021 року його населення становило 34 506 осіб із понад 30 000 мешканців у межах міста.
Людей, які народилися в Меппелі, іноді називають голландською мовою Meppeler Muggen, це перекладається як «комарі з Меппеля». Прізвисько походить від традиційної народної казки. Жителі Меппеля подумали, що горить церковна вежа, але після більш детального огляду вони зрозуміли, що це лише рій комарів.

## Історія

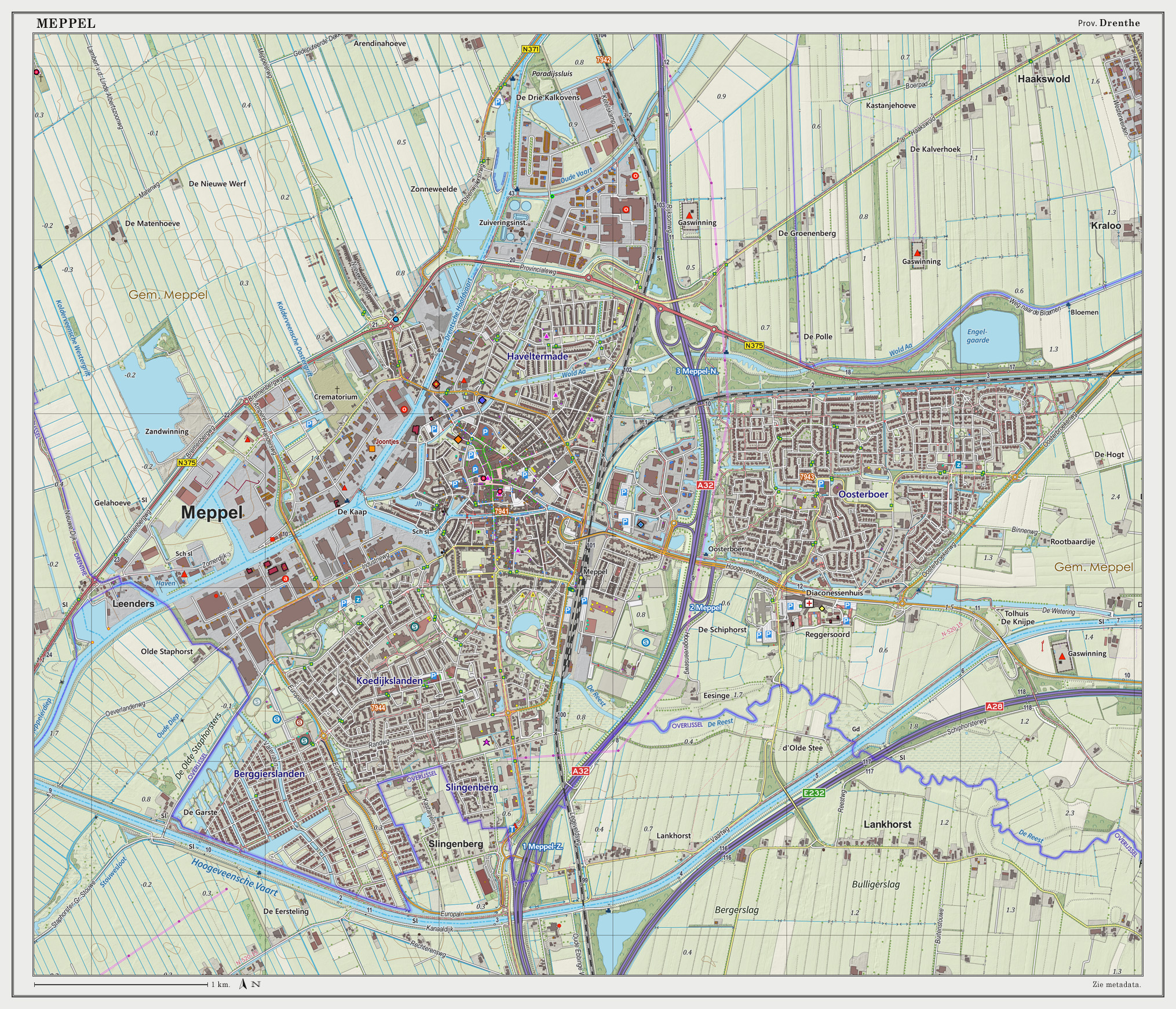
Топографічна карта міста Меппел 2014

Меппель виник у 16 столітті як внутрішня гавань для транспортування та розповсюдження торфу.  Раніше в місті було багато водних шляхів, але зараз залишився лише один. Міські права Меппель отримав у 1644 році. 1 жовтня 1867 року залізнична станція Меппель була відкрита для обслуговування, що значно покращило сполучення в регіоні. 1 січня 1998 року муніципалітет Ніджевен, на північний захід від Меппеля, був об’єднаний з муніципалітетом Меппел, зберігши останню назву.

## Географія
Меппель знаходиться за адресою52°42′ пн. ш. 6°11′ сх. д. / 52.700° пн. ш. 6.183° сх. д. в південно-західній частині провінції Дренте в північно-східній частині Нідерландів.
Населені пункти муніципалітету:

## Транспорт
Меппель обслуговується національним та регіональним залізничним сполученням із Зволле на південному заході, що веде до решти країни, а також до Леувардена та Гронінгена на північному заході та північному сході відповідно. Станція міста розташована як на залізниці Арнем–Леуварден (Staatslijn A), так і на залізниці Меппель–Гронінген (Staatslijn C).
Є регулярні та часті автобусні лінії в межах Меппеля та до Зволле, Хугевена та Ассена. Автостанція розташована навпроти класичного залізничного вокзалу.

## Міжнародні зв'язки
Meppel є побратимом:
| - Al Hoceima, Morocco - Most, Czech Republic |

## Знатні люди

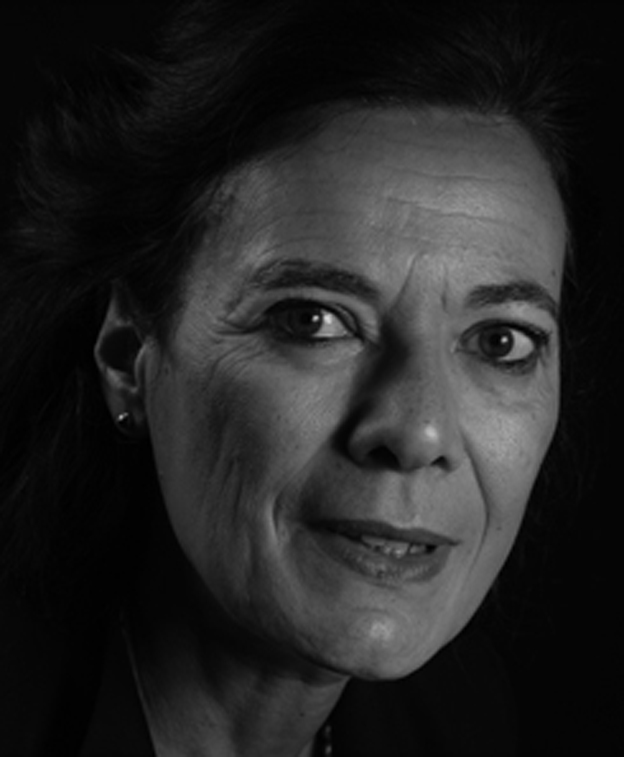
Луїза Фреско

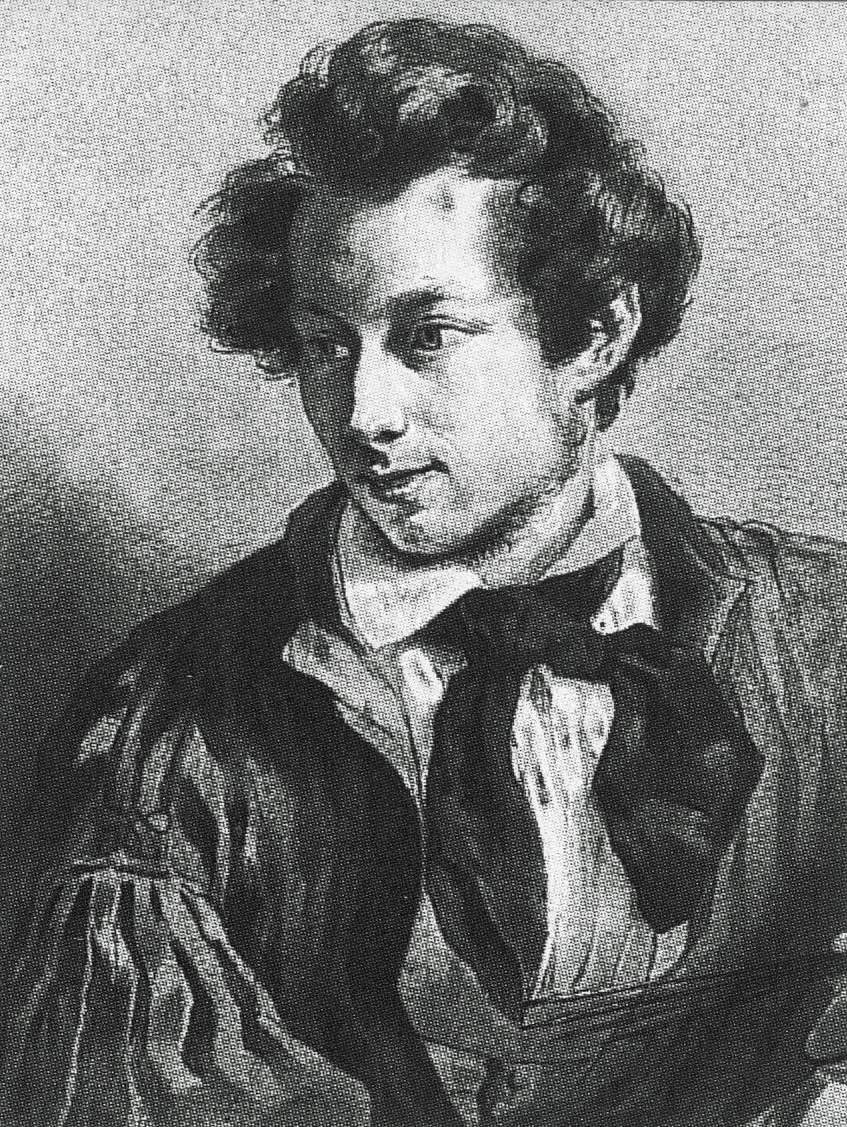
Петрус Кірс

- Ян Янсен Блікер (1641—1732) — торговець і політичний діяч, мер Олбані, штат Нью-Йорк.
- Арент Магнін (1825–1888) нідерландський політик в адміністрації голландського Золотого Берегу
- Петрус Йоганнес Ваарденбург (1886, Нієвеен – 1979) голландський офтальмолог і генетик; На його честь названо синдром Ваарденбурга
- Бен Нейбур (1915–1999) — голландський фізик і вчений з оптики та фізики твердого тіла.
- Луїза Фреско (народилася в 1952 році), голландська вчена та письменниця про глобальне стале виробництво продуктів харчування
- Катрієн Сантінг (нар. 1958) — нідерландська медієвістка
- Ерік Кваккель (нар. 1970) — голландський вчений, який спеціалізується на середньовічних рукописах, палеографії та кодикології
- Альберт ван дер Хаар (нар. 1975) — колишній нідерландський футболіст, який провів майже 500 матчів за клуб

### Мистецтво
- Петрус Кірс (1807–1875) — нідерландський живописець, графік і фотограф
- Сер Джозеф Джоел Дувін (1843–1908), торговець мистецтвом і благодійник художніх галерей [6]
- Генрі Дж. Дувін (1854–1919) — торговець мистецтвом
- Едуард Франкфорт (1864–1920) — голландський єврейський художник
- Ян Манкес (1889–1920) — нідерландський художник, якого іноді класифікують як символічного реаліста
- Йелле Теке де Бур (1908–1970) — голландський колекціонер мистецтва
- Рулоф Франкот (1911–1984) голландський художник, тісно пов’язаний з рухом CoBrA
- Еммануель Охене Боафо (1993) голландсько-ганський актор, володар премії Луї д'Ор 2021

## Галерея

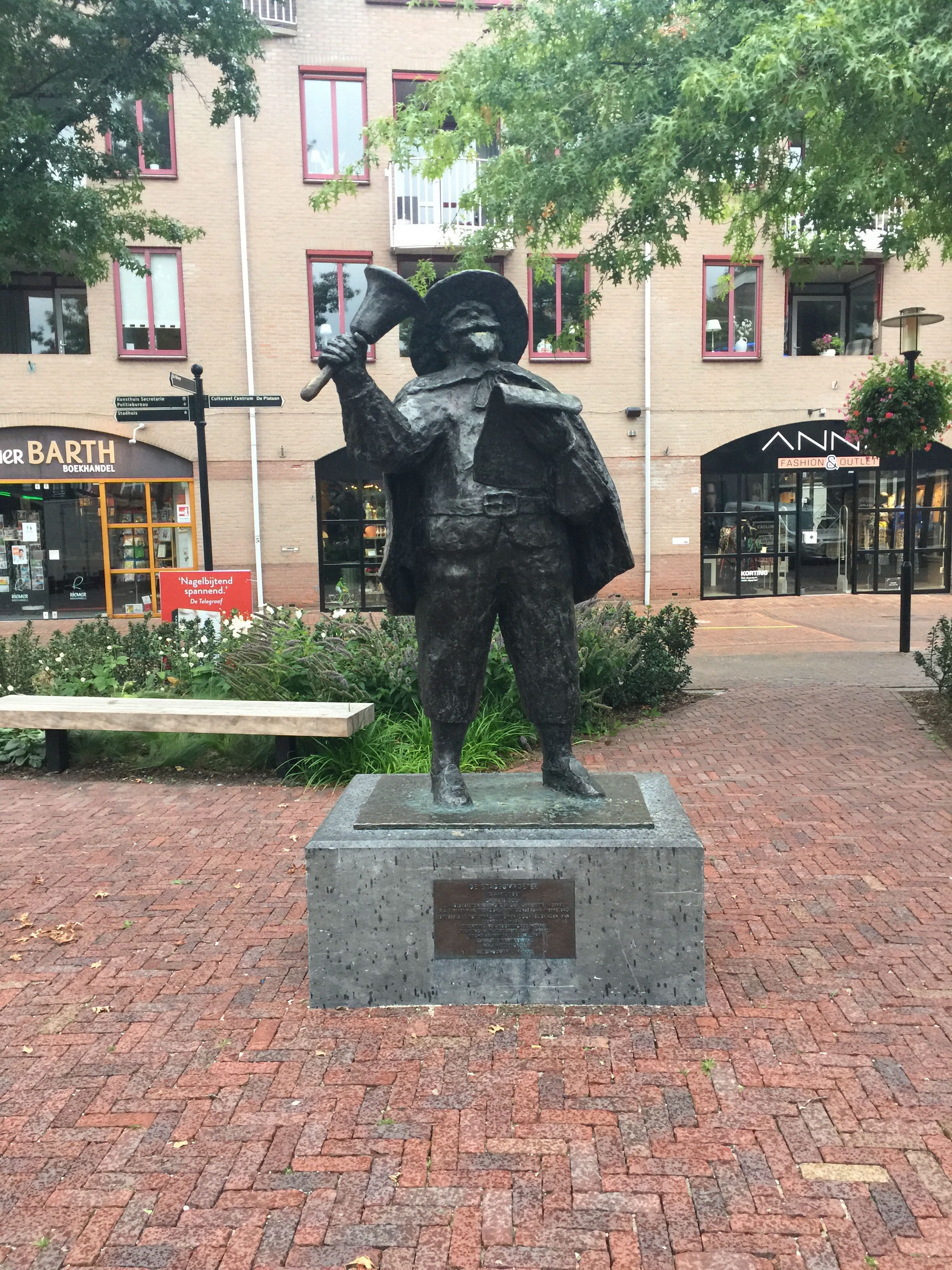
Статуя в центрі міста
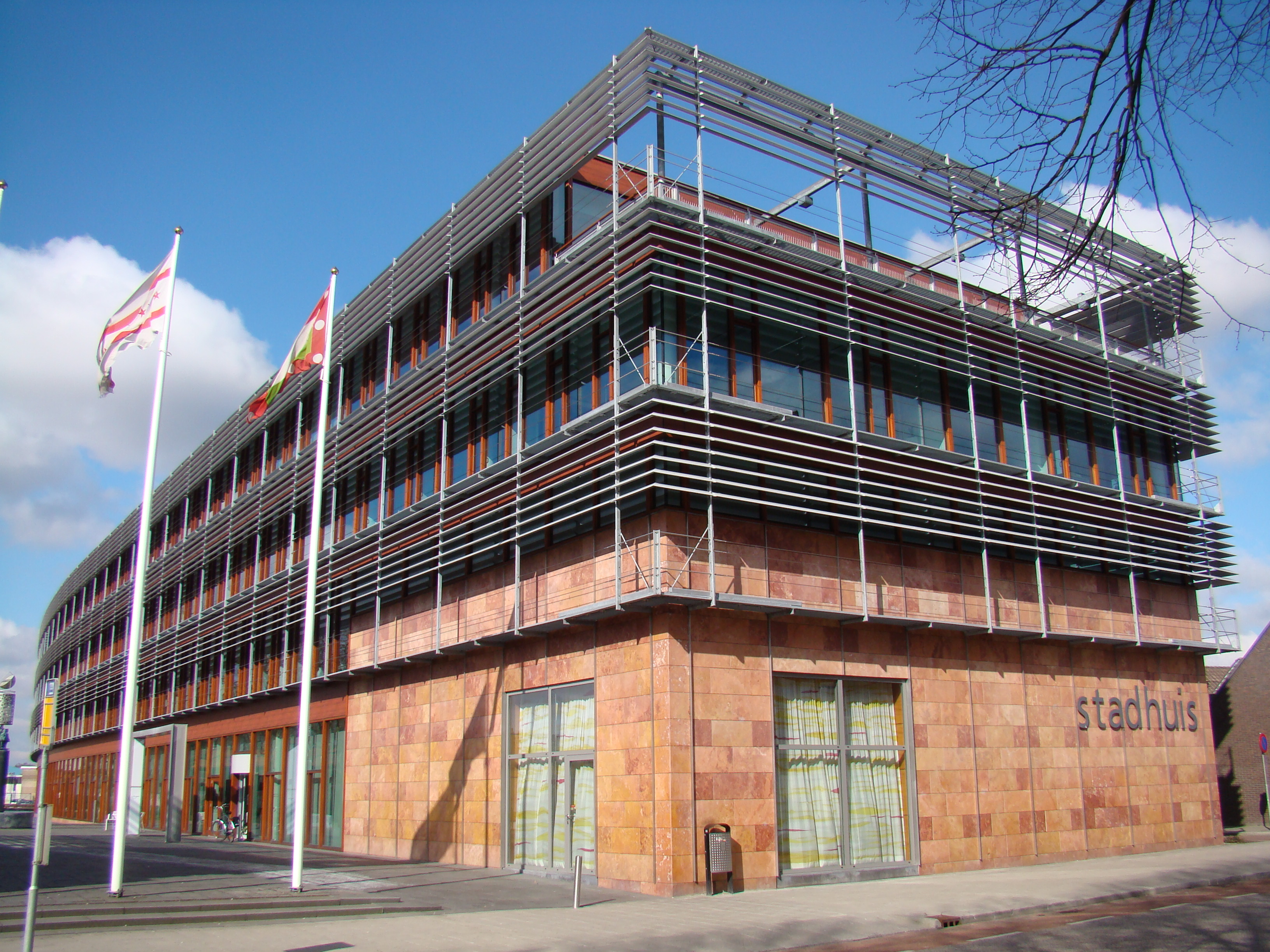
Ратуша
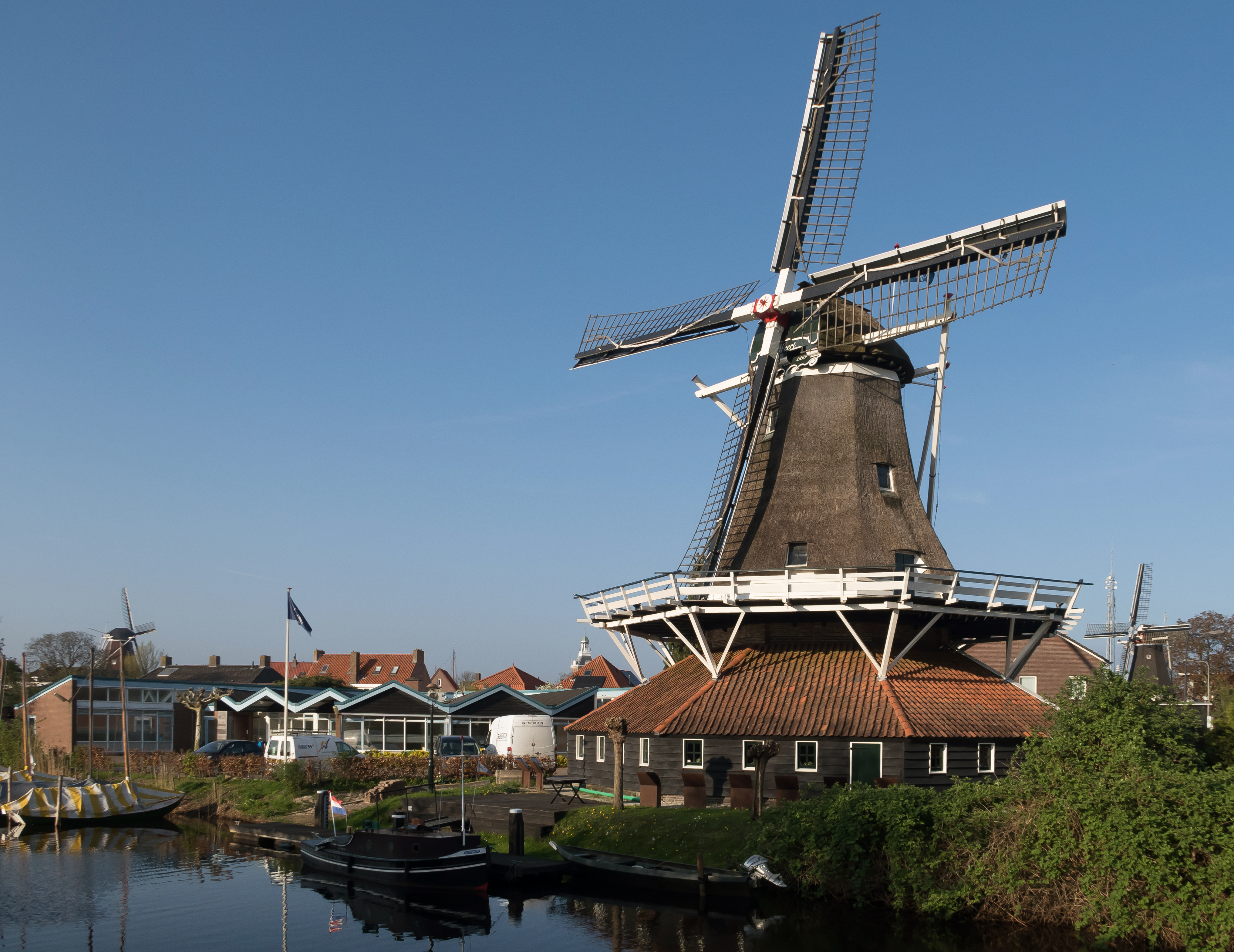
Вітряк (Molen de Weert)
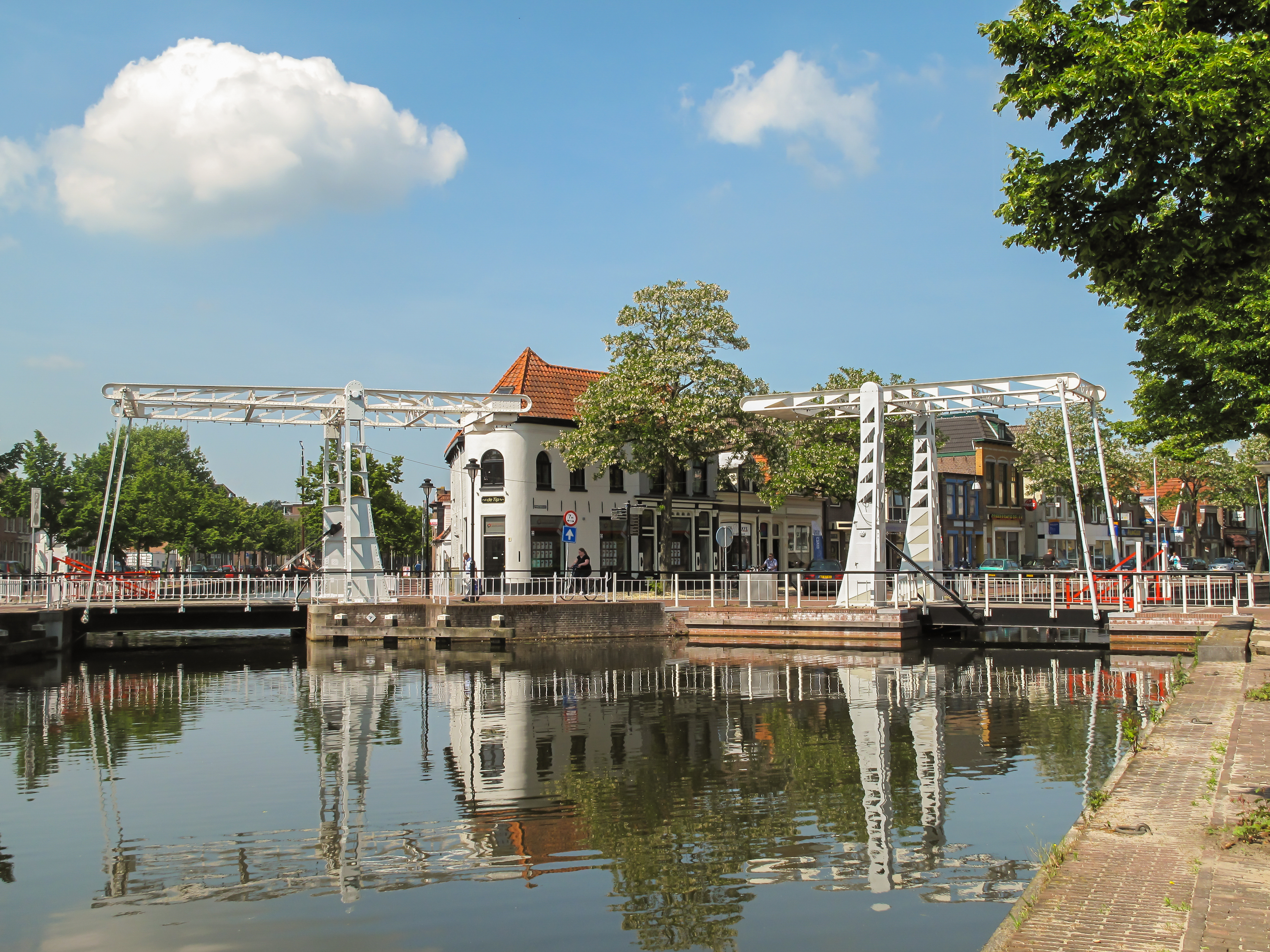
Два розвідні мости
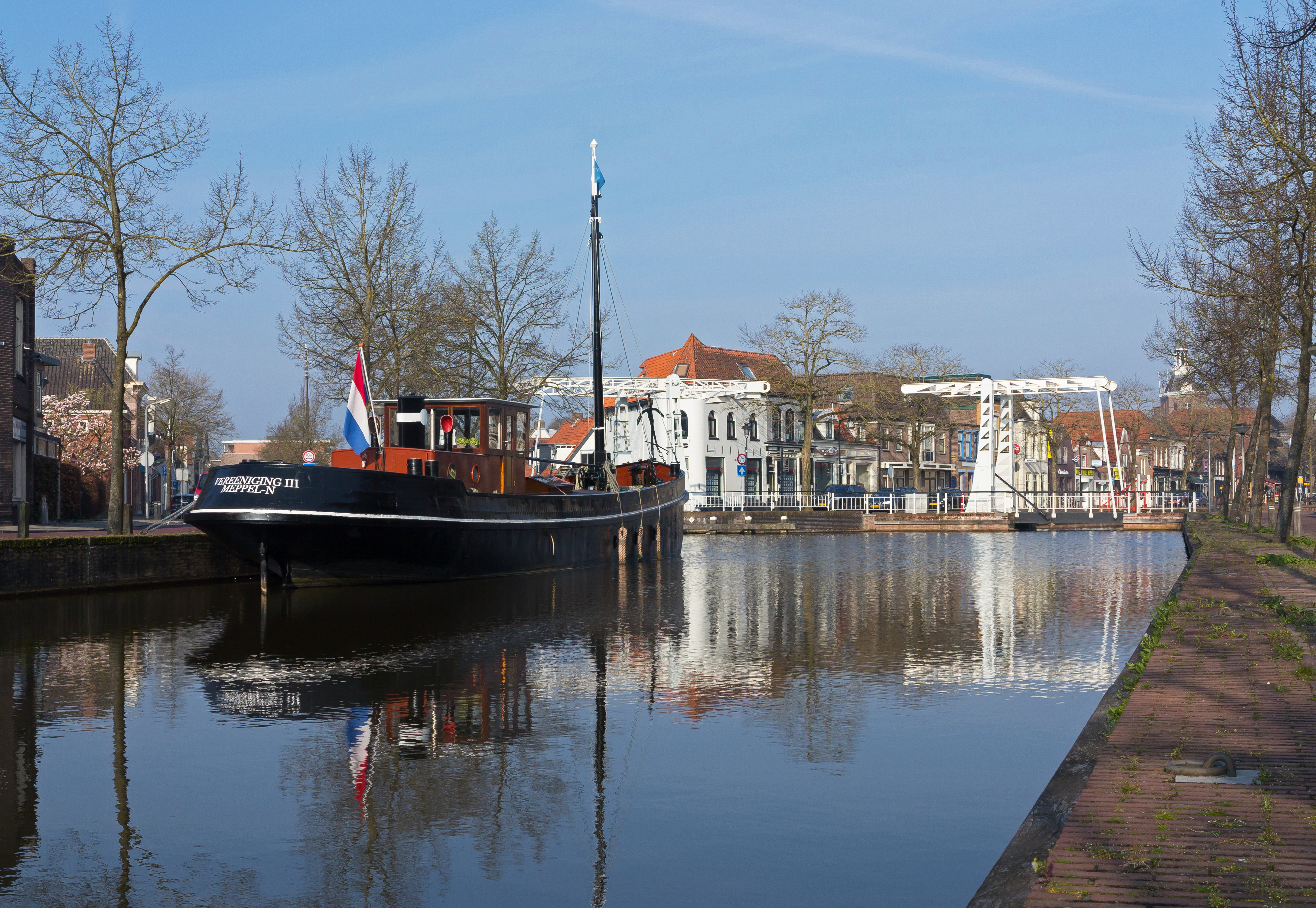
Корабель Vereeniging III
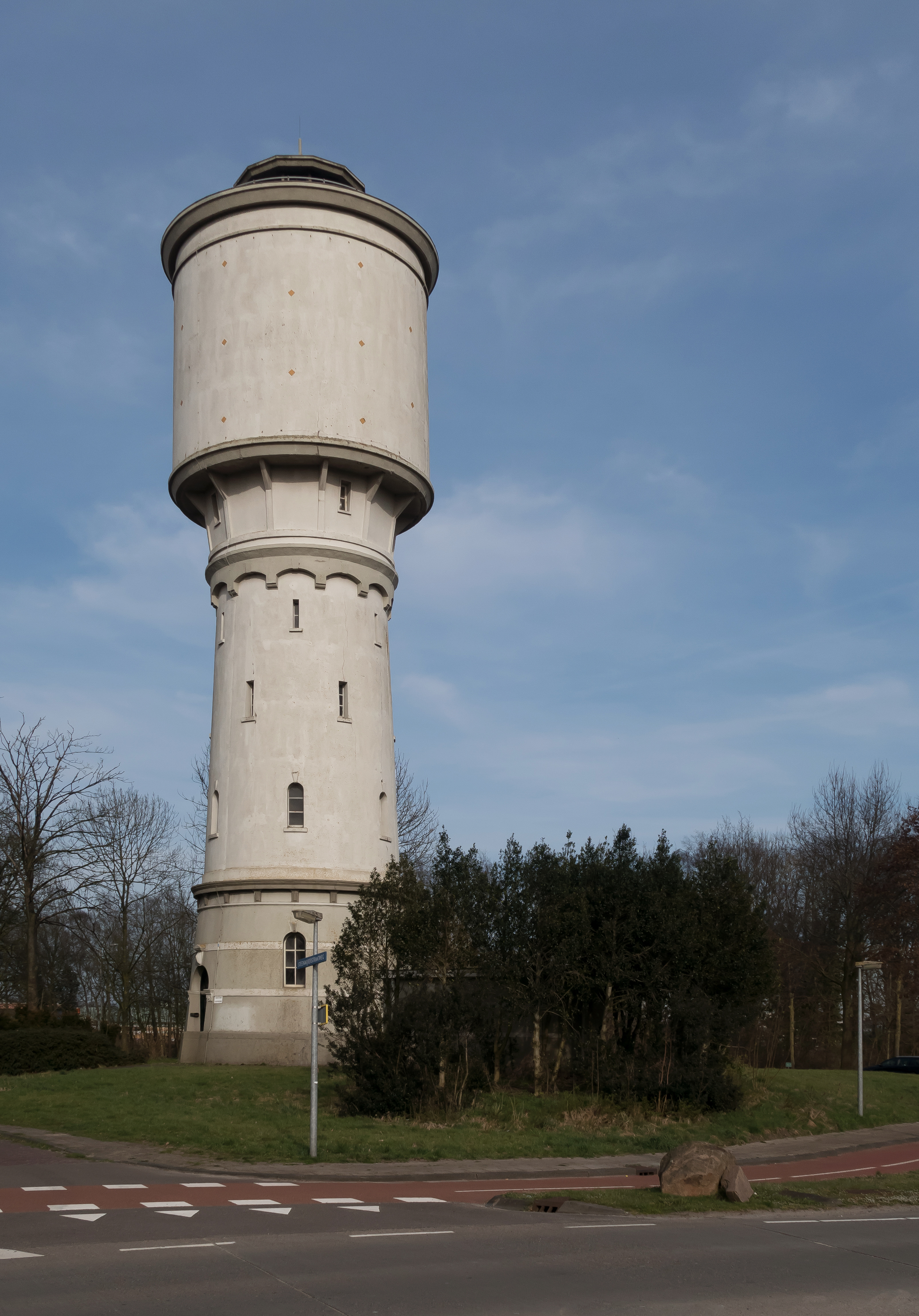
Водонапірна башта
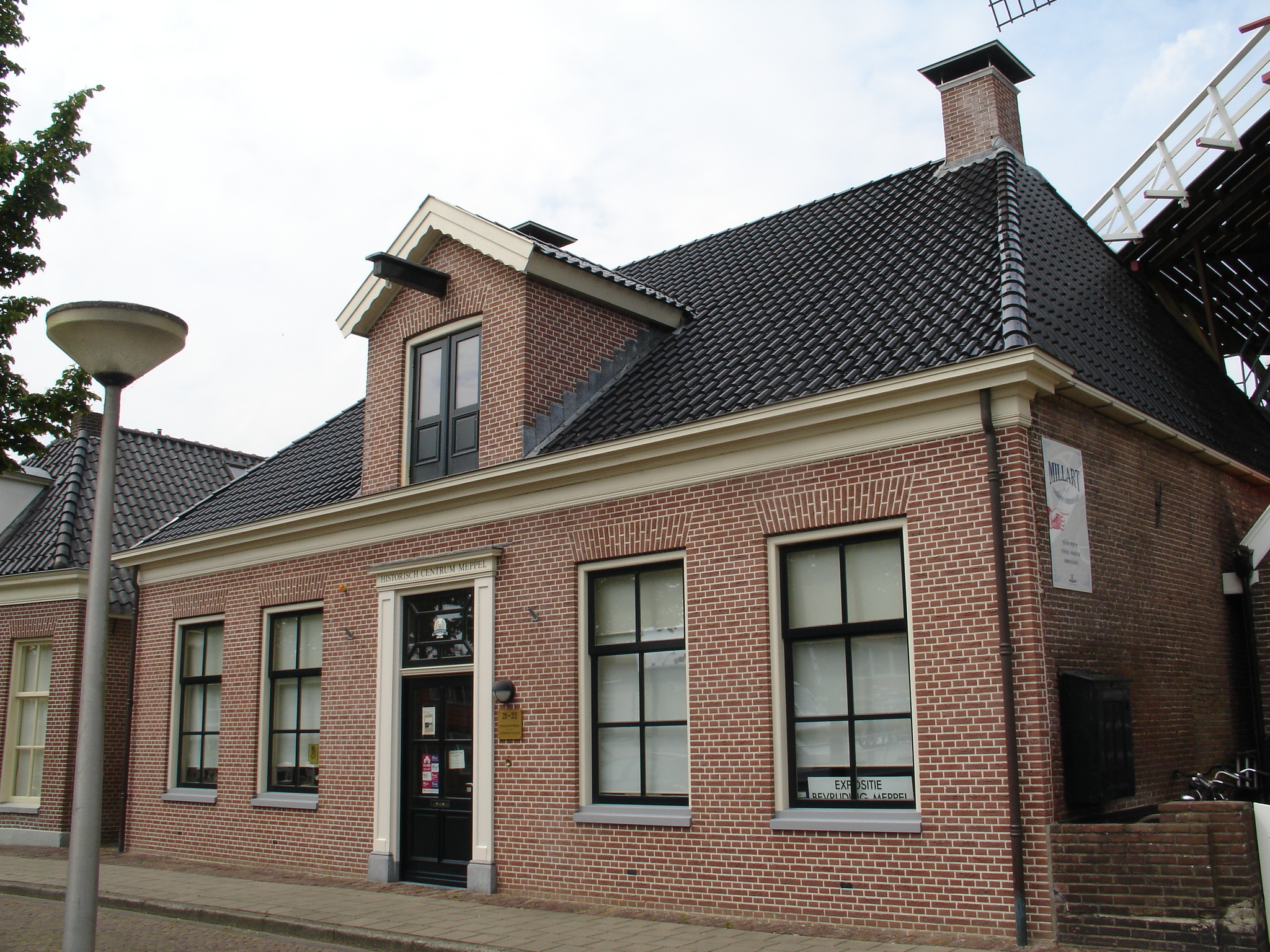
Історичний центр Меппеля